# انحراف الملبس

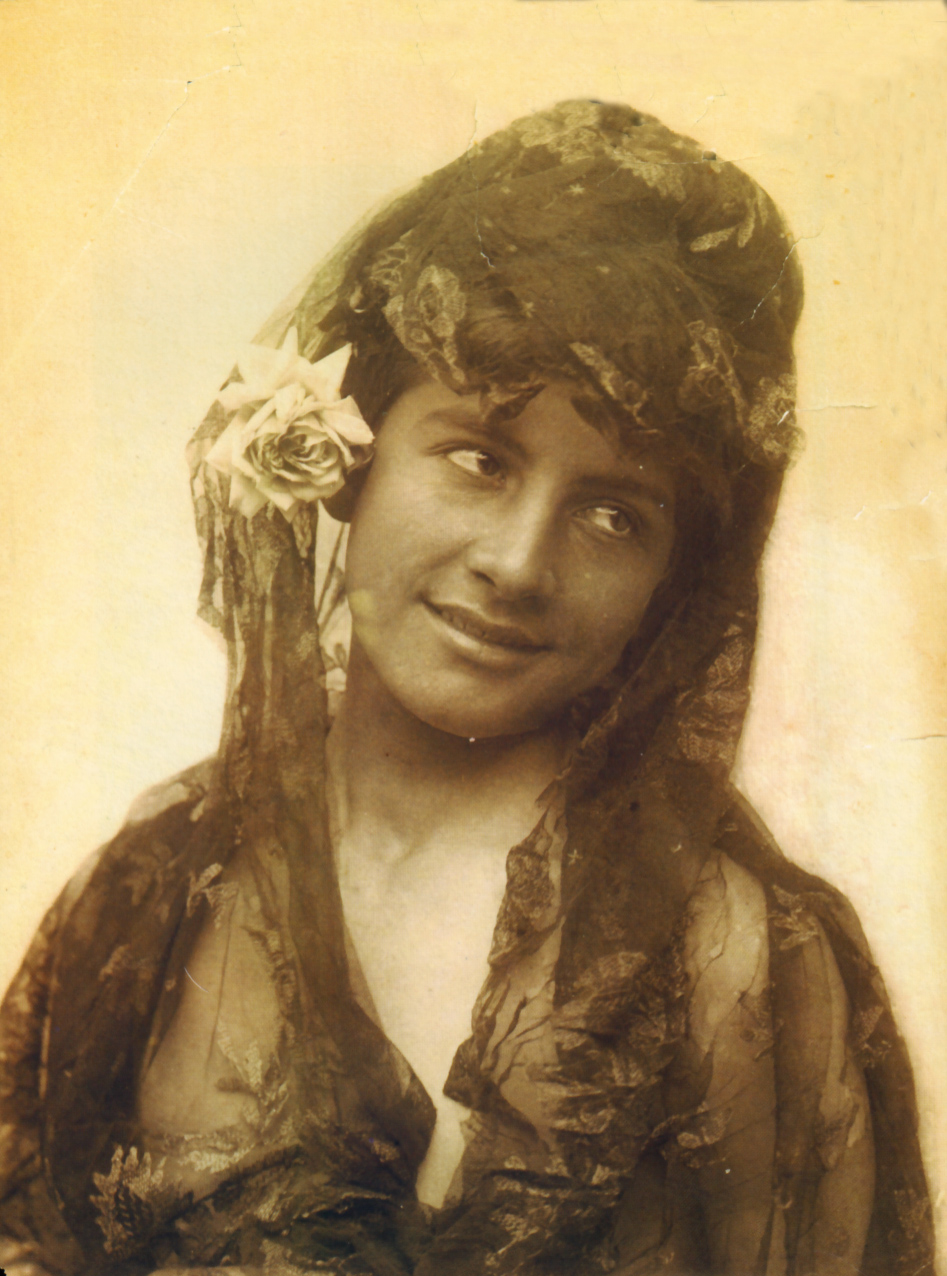
صبي صقلي مرتدي ملابس امرأة إسبانية في أواخر القرن العشرون، تصوير ويلهيام فون غلودين.

انحراف المَلْبَس (بالإنجليزية: Transvestism) هو مُمارسة ارتداء الملابس والتصرف بأسلوب أو طريقة ترتبط تقليدياً بالجنس الآخر.

## التاريخ
استُحدث هذا المُصطلح في بدايات القرن العشرون، لكن هذه الظاهرة لم تكن جديدة. وقد أشير إليه في الكتاب المقدس العبري. وتعرض المُصطلح لتغيرات في المعنى والقصد مُنذ خروجه، وحالياً يُعتبر المصطلح قديم ويُستخدم للتحقير.

### الشهوة الجنسية
بعد التغيرات الكبيرة التي حدثت في سبعينات القرن العشرون، وجد مجموعة كبيرة من الناس لا يوجد كلمة تصف وضعهم الجنسي، وخاصة الذين يرتدون ملابس أنثوية، وكانوا غير سعيدين بمصطلح لبسة الجنس الآخر لذلك تمت تسميتهم بأصحاب شهوة الملابس المغايرة.

## الثقافة
في بعض الثقافات يمارس لبس ملابس الجنس الآخر لأسباب دينية وتقليدية أو احتفالية. في الهند مثلاً يرتدي المصلين الذكور ملابس مشابهة لملابس الإله كريشنا، خصوصاً في مدينتي ماثورا وفريندافان. في مدينة نابولي الإيطالية يُقام موكب في الشوارع العامة يرتدي فيها الذكور ملابس زفاف الفتيات، ولهذا التقليد أصول وثنية.